# Frans van der Dilft
Le chevalier Frans van der Dilft (Delft, Dilfus), seigneur de Leeuwerghem, est un diplomate et homme politique.

## Famille
Frans van der Dilft est le 3e fils de Sire Jan vander Dilft, seigneur de Borchvliet, bourgmestre d'Anvers, et son épouse Jenne Oudaert, dame de Heyst.
Il se marie à dame Cornely de Bernuyn et ont un fils Eduard van der Dilft, seigneur de Leeuwerghem et Doorne, bourgmestre d'Anvers, et une fille, Anne van der Dilft, mère d'Adolphe van den Heetvelde, bourgmestre de Malines.

## Biographie
Devenu bourgmestre d'Anvers en 1530 puis ambassadeur de l'empereur Charles Quint en Angleterre ; le roi Édouard VI d'Angleterre est le parrain de son fils Éduard, né à Londres et plus tard bourgmestre d'Anvers. François van der Dilft sert à Londres de 1544 à 1550 : en juin 1550, il organise la fuite de la princesse Marie Tudor, sœur du roi Édouard, car celle-ci, pieuse catholique, craint d'être tuée par les protestants si son frère vient à mourir (il meurt effectivement en 1553). François Van der Dilft, malade, doit repartir pour les Pays-Bas espagnols pour raison de santé ; une flotte impériale commandée par Cornelius de Schepper (en), gouverneur des Pays-Bas, croise dans les parages sous prétexte de protéger la navigation contre les pirates écossais. Mais l'indécision de la princesse fait échouer la tentative et elle reste en Angleterre. François van der Dilft meurt aux Pays-Bas un mois plus tard.